# Café vienés
Para la bebida, véase Café vienés (bebida).
El café vienés (alemán: Wiener Kaffeehaus) es una típica institución de Viena que aún desempeña un importante papel en la cultura y la tradición de la capital austriaca. 

## Características

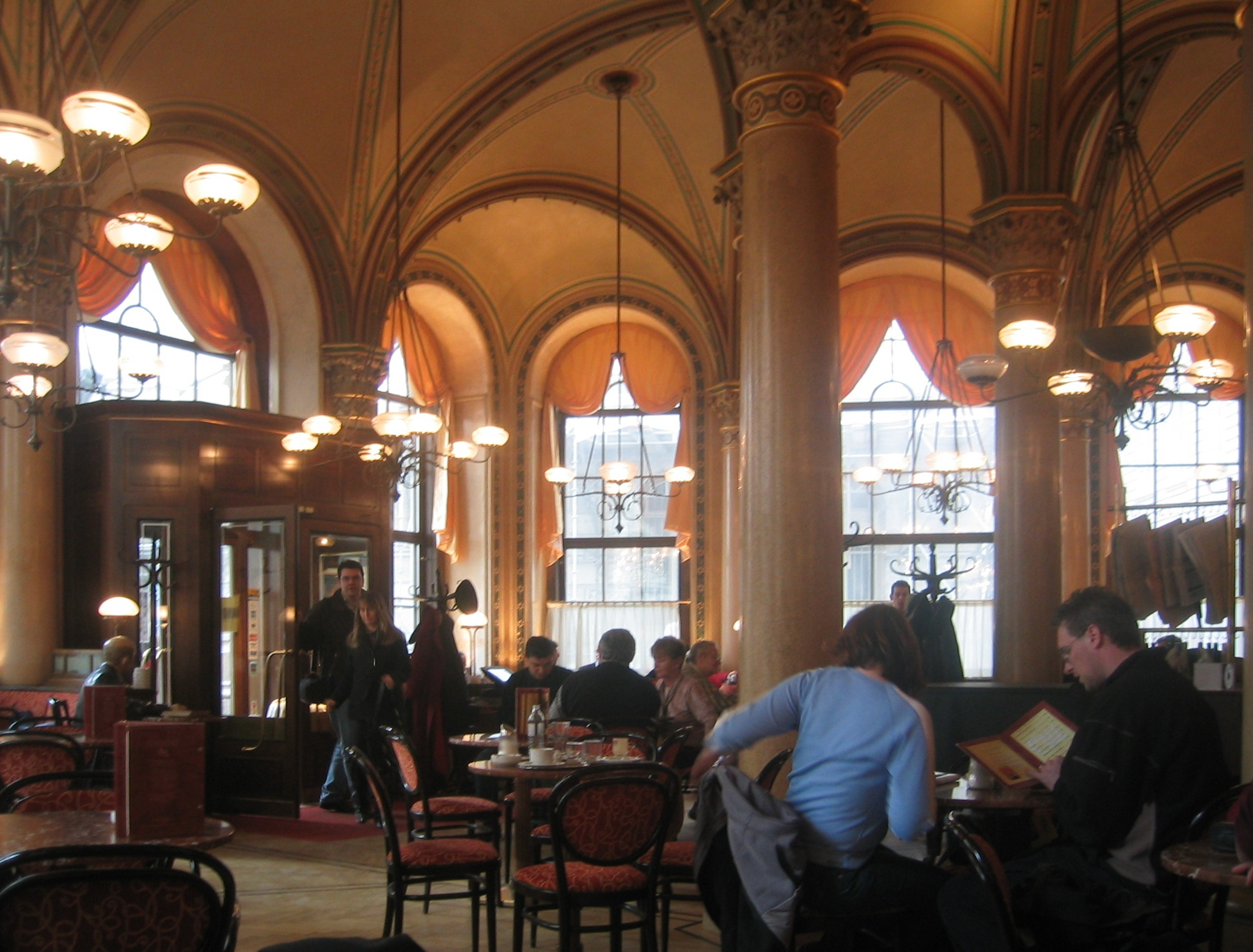
Café Central de Viena.

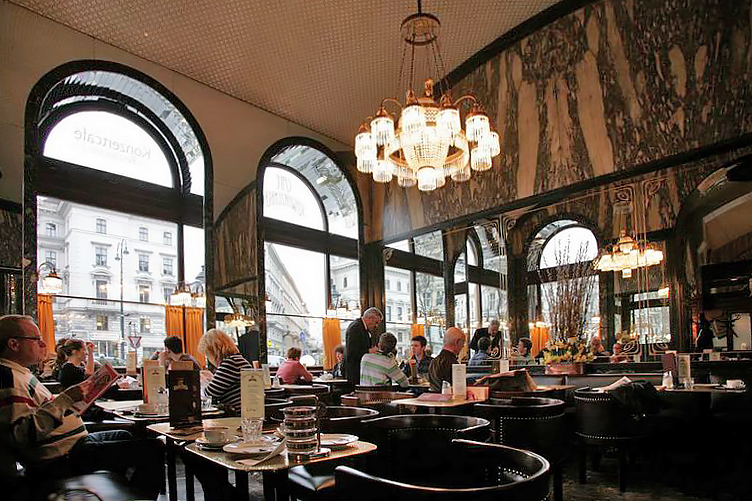
Café Schwarzenberg de Viena.

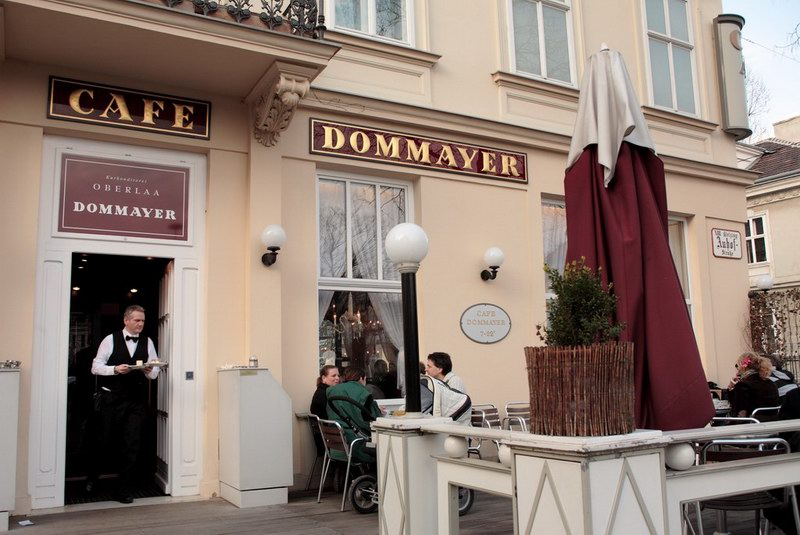
Café Dommayer de Viena (entrada).

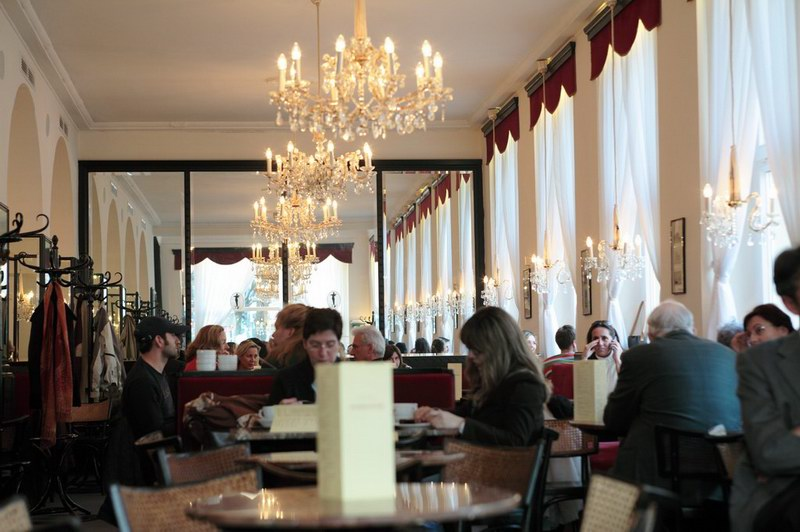
Café Dommayer de Viena (interior).

A diferencia de lo que ocurre en otros cafés tradicionales del mundo, es muy corriente que un cliente se pase horas solo leyendo el omnipresente periódico. Junto con el café, el camarero servirá el obligado vaso de agua fría de grifo, que volverá a llenar frecuentemente si la estancia se alarga. Tal vez la mejor descripción es la que ofrece Stefan Zweig:

Es una institución muy especial, incomparable con ninguna otra a lo largo y ancho del mundo. Se trata, de hecho, de una especie de club democrático, abierto a todo aquel que quiera tomarse una taza de café a buen precio y donde, pagando esta pequeña contribución, cualquier cliente puede permanecer sentado durante horas charlando, escribiendo, jugando a cartas; puede recibir ahí el correo y, sobre todo, consumir una cantidad ilimitada de periódicos y revistas. Un café vienés de categoría ponía a disposición del público todos los periódicos de Viena, y no sólo de Viena, sino de todo el Imperio Alemán, además de los franceses, ingleses, italianos y americanos, así como todas las revistas literarias y artísticas importantes del mundo, tales como el Mercure de France, la Neue Rundschau, el Studio y el Burlington Magazine. De esta manera sabíamos de primera mano todo lo que ocurría en el mundo, nos enterábamos de todos los libros que aparecían, de todos los espectáculos, cualquiera que fuese el lugar donde se representaban, y comparábamos las críticas de todos los diarios; a lo mejor nada ha contribuido tanto a la desenvoltura intelectual y la orientación cosmopolita de Austria como el hecho de que en el café se podía informar uno de todos los acontecimientos del mundo al tiempo que comentarlos con su círculo de amigos. Pasábamos ahí horas enteras cada día...

A finales del siglo XIX y principios del XX, muchos escritores famosos frecuentaban los cafés vieneses por su ambiente, e incluso escribían en ellos (por ejemplo, se dice que gran parte del famoso diario Die Fackel de Karl Kraus se redactó en cafés de este tipo). Otros poetas de café fueron Arthur Schnitzler, Alfred Polgar, Friedrich Torberg y Egon Erwin Kisch. El famoso escritor y poeta Peter Altenberg se hacía enviar su correspondencia a su café favorito, el Central. 
Otras personalidades famosas que frecuentaron los cafés vieneses fueron Arthur Schnitzler, Stefan Zweig, Egon Schiele, Gustav Klimt, Adolf Loos, Theodor Herzl, Siegfried Marcus, e incluso León Trotski. También podían encontrarse (y aún existen) establecimientos similares en otras ciudades del Imperio austrohúngaro: Praga, Budapest, Trieste, Lemberg, etc.
El mobiliario de un café vienés puede ir de lujoso y confortable a frío y moderno. Los cafés clásicos suelen tener sillas Michael Thonet y mesas de mármol.
Muchos cafés ofrecen también un pequeño menú, con salchichas y dulces como bizcochos o tartas.
En muchos cafés clásicos (Café Diglas, Café Central, Café Prückel) se toca el piano por las tardes y se celebran veladas literarias y otros acontecimientos sociales. En los meses cálidos los clientes suelen sentarse fuera, en un Schanigarten.

## Cafés vieneses famosos
Viena cuenta con más de 1.100 cafés de todo tipo, casi 1000 Espresso-Bars y más de 200 Café-Konditoreien. Los cafés más famosos son: 

### En el Bezirk 1 (Innere Stadt)
- Bräunerhof, Stallburggasse 2: café habitual de Thomas Bernhard en Viena
- Café Central, im Ferstel Palais, Eingang Herrengasse 14 (Ecke Strauchgasse): café habitual y dirección postal de Peter Altenberg
- Café Bellaria, Bellariastrasse 6: café de estilo Art Nouveau de 1870
- Demel, Kohlmarkt 14: la pastelería más famosa de Viena, aunque algo menos típica como café
- Café Diglas, Wollzeile 10
- Café Griensteidl, Michaelerplatz 2: inaugurado en 1990 en el local del tradicional Café Griensteidl (1847-1897)
- Café Hawelka, Dorotheergasse 6
- Café Herrenhof, Herrengasse 10: inmortalizado en la novela Die Tante Jolesch del literato de café Friedrich Torberg
- Café Korb, Brandstätte 9
- Café Landtmann, Dr.-Karl-Lueger-Ring 4: el preferido de Sigmund Freud
- Café Markusplatz, conocido anteriormente como Café Tuchlauben, Tuchlauben 16
- Café Ministerium, Georg-Coch-Platz 4
- Café Mozart, Albertinaplatz 2 (Albertina)
- Café Museum, Operngasse 7
- Café Prückel, Stubenring 24 (Ecke Dr. Karl-Lueger-Platz, frente al Museum für angewandte Kunst (Wien)|Museum für angewandte Kunst)
- Café Raimund, Museumstraße 6, frente al Volkstheater
- Café Sacher, Philharmonikerstraße 4, detrás de la Ópera
- Café Schottenring, Schottenring 19
- Café Schwarzenberg, Kärntner Ring 17
- Café Tirolerhof, Führichgasse 8
- Kaffee Alt Wien, Bäckerstraße 9
- Kleines Café, Franziskanerplatz 3

### En otros distritos
- Café Dommayer, 13. Bezirk, Dommayergasse 1-3/Johann-Strauß-Platz
- Café Drechsler, 6. Bezirk, Linke Wienzeile
- Café Eiles, 8. Bezirk, Josefstädter Straße 2
- Café Florianihof, 8. Bezirk, Florianigasse 45
- Café Gloria, 6. Bezirk, Otto-Bauer-Gasse 26
- Café Hummel, 8. Bezirk, Josefstädter Straße 66
- Kaffeehaus Jelinek, 6. Bezirk, Otto-Bauer-Gasse 5
- Café - Konditorei Klement, 17. Bezirk, Hernalser Hauptstraße 161
- Café Reimann, 12. Bezirk, Schönbrunner Straße 285
- Café Ritter, 6. Bezirk, Mariahilferstraße 73, Ecke Amerlingstraße
- Café Rüdigerhof, 5. Bezirk, Hamburgerstr. 20, en Wienfluss, café de estilo Art Nouveau del año 1902
- Café Sperl, 6. Bezirk, Gumpendorfer Straße 11
- Café Weidinger, 16. Bezirk, Lerchenfelder Gürtel 1
- Café Weimar, 9. Bezirk, Währinger Straße 68, cerca de la Ópera Popular Volksoper de Viena
- Café Wilder Mann, 18. Bezirk, Währinger Straße 85 QuickTime-VR 360°x180° Panoramafoto
- Café Westend, 7. Bezirk, Mariahilferstraße 128 (frente a la Westbahnhof)
- Café Falk, 22. Bezirk, Wagramer Straße 137
- Café Frierss, 7. Bezirk, Zieglergasse 13
- Cafe Zartl, 3. Bezirk, Rasumofskygasse 7
- Cafe Zuckergoscherl, 3. Bezirk, Landstraßer Hauptstraße 41-43, (Rochusmarkt)